# Condadito (Santurce)
|                                                  |                                                         |
| Coordenadas                                      | 18°27′1″N 66°4′14″O / 18.45028, -66.07056               |
| Entidad • País • Territorio • Municipio • Barrio | Sub-barrio Estados Unidos Puerto Rico San Juan Santurce |
| Superficie                                       | 0,06 km² (0,02 mi²)                                     |
| Población • Densidad poblacional                 | 748 (2000) 12 466,6 hab./km² (37 400 hab./mi²)          |

Condadito es el más pequeño de los cuarenta “sub-barrios” del barrio Santurce en el municipio de San Juan, Puerto Rico. Según el censo del año 2000, este sector contaba con 748 habitantes y una superficie de 0,06 km².